# Martha Tabram
Martha Tabram, född 10 maj 1849 i Southwark, död 7 augusti 1888 i Whitechapel, var en engelsk prostituerad. Mordet på henne tillhör de så kallade Whitechapelmorden, och hon är känd som en av de som utpekats som offer för Jack Uppskäraren. De flesta forskare anser dock inte att hon var ett offer för Jack Uppskäraren, och hennes fall brukar inte räknas in i de kanoniska fem som tillskrivs honom.

## Biografi
Martha Tabram var dotter till Charles Samuel White, som var anställd vid ett varuhus, och Elisabeth Dowsett. Hon gifte sig 1869 med varuhusarbetaren Samuel Tabram, med vilken hon fick två söner. Paret separerade år 1875. Hon levde tillsammans med snickaren Henry Turner, och försörjde sig på att bland annat sälja krimskrams på gatorna och sporadisk prostitution, sedan hennes make slutat sända henne underhåll då han fått veta att hon levde med en annan man. Hon ska också ha lidit av alkoholism. Vid tidpunkten för sin död bodde hon på ett inkvarteringhuset på 19 George Street, Spitalfields i East End i London.

## Mordet
Natten den 6 augusti 1888 sågs hon dricka med en kollega, Mary Ann Connelly, kallad "Pearly Poll", och två soldater på krogen Angel and Crown. Vid klockan 23.45 lämnade kvartetten krogen och de två prostituerade gick åt var sitt håll med var sin kund. Tabram och hennes kund gick till George Yard, en gränd mellan Wentworth Street och Whitechapel High Street. Vid en ospecificerad tidpunkt under natten hörde en boende i ett av de angränsande husen ropet "Murder!", men ropet ignorerades eftersom det var vanligt i trakten. Klockan 02.00 passerade ett par gränden och såg inget misstänkt. Vid samma tidpunkt förhörde en konstapel en soldat i närheten, som sade sig vänta på en kamrat. Klockan 03.30 upptäcktes Martha Tabrams kropp liggande överst i en trappa i gränden av en boende. Han kunde inte se att kroppen var död på grund av mörkret, utan antog att det var en sovande hemlös och fortsatte. Först klockan 05.00 upptäcktes kroppen av ett vittne som insåg att det rörde sig om en död människa och anmälde saken. 
Vid klockan 05.30 uppskattades kroppen ha varit död i tre timmar. Tabram hade knivhuggits 39 gånger, inklusive nio gånger i halsen, fem i den vänstra lungan och två i den högra; en gång i hjärtat, fem gånger i levern, två gånger i mjälten och sex gånger i magen, något som också stympade hennes buk och könsdelar. Kroppen blev funnen liggande på rygg med kjolarna uppdragna och blottande hennes underkropp. Inga tecken på sexuellt umgänge återfanns förutom kroppsställningen. Det fastställdes att mordet borde ha skett mellan klockan 02.00 och 03.30. Inga ljud hördes från gränden av något vittne under den tiden. 

## Utredning
Både Tabrams kollega samt den konstapel som hade förhört en misstänkt soldat vid gränden den kvällen, ställdes inför en parad av soldater i hopp om att identifiera någon av dem som den som varit Tabrams klient, eller som funnits i närheten av gränden den kvällen. Flera soldater utpekades och förhördes, men alla hade alibin för kvällen. Tabram identifierades formellt av sin make. Utredningen avslutades den 23 augusti utan att ha lett till något gripande.  
Den samtida pressen kategoriserade mordet som tillhörig samma förövare av mordet på Emma Elizabeth Smith, och tillskrev det därefter samma mördare ansvarig för morden på Mary Ann Nichols, Annie Chapman, Elizabeth Stride, Catherine Eddowes och Mary Jane Kelly. De fem sistnämnda tillskrivs fortfarande Jack Uppskäraren. Dåtida polis ansåg att samtliga ovanstående mord, med undantag av Smiths, hade begåtts av samma person. Samtliga sex fall var knivmord på prostituerade i Whitechapel, begångna på småtimmarna i anslutning till en helg. Senare forskare har delade meningar om huruvida mordet bör tillskrivas Jack Uppskäraren eller inte. Tillvägagångssättet var annorlunda, eftersom Tabram inte fick sin hals avskuren på samma sätt som de övriga och heller inte blev uppskuren. En del bedömer det som möjligt att hon var ett tidigt offer för Uppskäraren, som ännu inte fastställt sitt modus operandi. 

### Allmänna källor
- Martha Tabram Casebook: Jack the Ripper. Läst 17 november 2016.
- Edwards, Russell (2014) (på engelska). Naming Jack the Ripper: New Crime Scene Evidence, a Stunning Forensic Breakthrough, the Killer Revealed. London: Sidgwick & Jackson. sid. 38–45. Libris 16989290. ISBN 978-0-283-07208-6